# Тонаев, Джалав Джанхуватович
Джалав Джанхуватович Тонаев (1866, Нижнее Казанище, Темир-Хан-Шуринский округ, Дагестанская область, Российская империя — 1924, там же) — общественный и политический деятель Дагестана начала XX века, соратник и заместитель имама Нажмудина Гоцинского. Контрреволюционер.

## Биография
Родился в Нижнем Казанище Темир-Хан-Шуринского округа Дагестанской области в семье богатого помещика. Умер и похоронен там же, по национальности кумык. В своей книге об истории Казанище М. Гаджиев пишет; «Когда Джанхуват (отец Джалава) собрался в первый свой хадж в Мекку, он во дворе своего дома созвал большой мавлид, куда пригласил и всех должников-односельчан с расписками, после мавлида и сытной трапезы, он обратился к должникам, что бы те передали ему свои расписки, обращаясь к ним Джанхуват сказал;-„Многие из вас не в состоянии вернуть мне долги, я прощаю Вас и вы простите меня“, после этого, он бросил все расписки в горящий очаг»..

### Общественная деятельность
Тонаев Джалав один из активных деятелей событий Гражданской войны и первых лет становления Советской власти в Дагестане. Он смог предотвратить разорение аулов Темир-хан Шуринского округа (Дагестан) войсками Нажмудина Гоцинского, турецких интервентов, бичераховцев и деникинцев. В 1909 году Тонаев Джалав был назначен старшиной в Нижнем Казанище. Во время его назначения в селении было построено много квартальных мечетей, медресе. По просьбе инженера Адильгирея Даитбекова он выделил собственные средства на продолжение строительства железной дороги из Порт-Петровска на Шуру. После Февральской революции 1917 года он принимал активное участие в создании новых исламских комитетов, таких как «Джамиятуль исламия», «Милли меджлис», на их собраниях всегда выступал за сохранения единства мусульман, за сплочённость народа против надвигающихся врагов на суверенитет Дагестана.

### В годы Революций и Гражданской войны
На сходе перед народом в Темир-хан-Шуре которое проводило «Общества исламистов», 5 июня 1917 года Джалав Тонаев в своём выступлении сказал следующее: «Братья мусульмане, нас ждут большие перемены, мы должны сплотиться вокруг одной идеи, а не шарахаться, то в сторону социалистов, то исламистов — это приведёт к войне. Мою позицию вы знаете, я всегда за ислам, за шариат». Чуть позже на собрании Милли комитета: «Надо точно определиться, чего хочет горское правительство, оно за полную свободу Дагестана от России или же за автономию, тогда и мы разъясним народу их программу».
В 1918 году, после захвата Темир-хан Шуры войсками Нажмудина Гоцинского, по просьбе коменданта города Данияла Апашева он начал переговоры с имамом о выводе его войска из города, так как была большая угроза с их стороны учинить погромы против русских, армян и евреев, которых в Шуре было большинство. Тонаев Джалав предложил имаму сосредоточить своё войско возле Казанище в районе Арка-баш, а для штаба войск выделил собственную усадьбу в селе. Имам согласился, но с условием, чтобы жители Казанище обеспечивали его войско фуражом и продовольствием. В книге «Казанище-страница истории» М. Гаджиев пишет, что:

После проведения собрания, на котором выступил улем Абдул-Басир хаджи, казанищенское общество постановило; 1. Войска Нажмудина в село не заходят, 2. Возложить на зажиточных казанищенцев обеспечение войска фуражём и продовольствием, 3.Сам Нажмудин и его штаб должны находиться в усадьбе Джалава. Компромисс был найден. Имам Гоцинский назначил Джалава своим заместителем по тыловому обеспечению и мобилизации.— 
В марте 1918 года Джалав Тонаев организовал мобилизацию молодёжи Казанище и близлежащих сёл в добровольческий полк, командиром которого был назначен известный всей России силач и цирковой борец Али-Клыч Хасаев из Буглена. Из допроса по уголовному делу № 2/6850 на Ибрагима Тонаева в 1937 году свидетель Акмурзаев М. Т. на вопрос следователя о пребывании Н. Гоцинского в Казанище, написал в своих показаниях; «Джалав Тонаев был у Гоцинского замом, он там был самым главным из кумыков, когда Нажмутдин уезжал не надолго, он оставался за главного».
В марте-апреле 1918 года стало нарастать возмущение казанищенцев долгим пребыванием войска имама у окрестностей села. Назревал бунт и имам хотел применить силы, но Джалав Тонаев и другие авторитеты из духовенства убедили имама покинуть село. Из выступления на собрании сельского схода у Джумма-мечети Мустафа-кади сказал: «Если бы два месяца назад Джалав и Абдул-Басир-хаджи не приняли такое решение, то нас, Темир-хан-Шуру и все сёла ожидало полное разорение, хвала Аллаху, что всё закончилось миром». К тому времени в Порт-Петровске установилась Советская власть. В апреле 1918 года Нажмудин Гоцинский двинул своё войско на Порт-Петровск, в этом походе участвовал и полк созданный на средства Джалава Тонаева и других зажиточных казанищенцев.
25 сентября 1918 году Нух-Бек Тарковский захватил в Темир-хан-Шуру, взял на себя функции временного военного диктатора Дагестана и заключил соглашение с Лазарем Бичераховым о разделе властных полномочий. В это же время турецкие оккупационные войска заняли окрестности селения Леваши. По директиве Нух-Бека Тарковского Джалав Тонаев был назначен уполномоченным на переговорах с командующим турецких войск Юсуфом Изет-пашой. В результате переговоров 17 ноября 1918 года в Темир-Хан-Шуре был подписан договор об условиях пребывания турецких войск в Дагестане. Из воспоминаний очевидца этих событий Муслима Атаева: «Тарковский сказал Апашеву Даниялу — хорошо, что мы послали на переговоры с турками Джалава, этот и с дьяволом договорится».
В 1919 году 800 деникинцев во главе с полковником Зайцевым двинулись в сторону Нижнего Казанище. Получив об этом извещение, Джалав Тонаев, офицеры Сурхаев Сафарали и Бейбулатов Темир-Булат пошли к ним на встречу. Как пишет в своей книге М. Гаджиев: «Им удалось убедить полковника, что в селении нет большевиков и других социалистов, далее деникинцы двинулись в сторону Доргели и Губден, разорили эти селения, в сражении под Ая-Кака, они все нашли смерть». Как сказал о нём историк Гаджиев Адиль-Гирей: «Благодаря таланту искусного дипломата и оратора Джалав Тонаев, всегда находил компромиссные решения в самых трудных ситуациях, он истинно великий полководец „слова и убеждений“ на рубеже начала новой истории Дагестана».

### Последние годы жизни
С 1920 года Джалав Тонаев скрывался от следственных органов ВЧК и вёл подпольную антисоветскую деятельность. В 1924 году он умер своей смертью и похоронен в Нижнем Казанище. В 1937 году были приговорены к расстрелу его братья Татам и Ибрагим Тонаевы; дети и другие родственники Джалава Тонаева были сосланы в Казахстан.